# Иоанн II (король Франции)
Иоа́нн (Жан) II До́брый (фр. Jean II le Bon, 26 апреля 1319, Ле-Ман — 8 апреля 1364, Лондон) — второй король Франции из дома Валуа с 1350 года, наследовал своему отцу Филиппу VI.

## Юность
Будущему королю Иоанну II было девять лет, когда его отец взошёл на престол. Его воцарение было неожиданным и связано с тем, что все сыновья (и внук от старшего сына) короля Филиппа IV Красивого, старшего брата его деда Карла Валуа, умерли, не оставив наследников мужского пола. Новый король должен был консолидировать свою власть, чтобы защитить трон от претендентов. Поэтому Филипп решил женить своего сына Иоанна сразу после достижения совершеннолетия (по тогдашним законам — 13 лет), чтобы сформировать сильный династический союз.
Первоначально планировался брак с Элеонорой Вудсток, сестрой короля Англии Эдуарда, но вместо этого Филипп сделал выбор в пользу Бонны Люксембургской, которая была на три года старше и уже могла родить наследника, обеспечив таким образом будущее династии. Заключённый с отцом Бонны, королём Чехии и графом Люксембургским Иоганном Слепым, договор предполагал, что в случае войны Иоганн пополнит французскую армию 400 пехотинцами, а в обмен получит поддержку своих претензий на ломбардскую корону. Приданое было установлено в 120 000 флоринов.

## Свадьба
Иоанн достиг совершеннолетия 26 апреля 1332 года и получил титул герцога Нормандии, а также Анжу и Мэн во владение. Свадьба состоялась 28 июля в церкви Нотр-Дам в Мелёне в присутствии шести тысяч гостей. Празднества были продлены на два месяца, когда молодой жених был наконец посвящён в рыцари в соборе Нотр-Дам в Париже. Герцогу Нормандскому торжественно гарантировали поддержку короли Чехии и Наварры, а также герцоги Бургундии, Лотарингии и Брабанта.

## Герцог Нормандии
Положение Иоанна в Нормандии осложнялось тем, что большинство местной знати было тесно связано с Англией. Регион экономически зависел больше от морской торговли через Ла-Манш, чем от речной торговли на Сене. Герцогство не было английским в течение 150 лет, но многие землевладельцы имели собственность за проливом, и для них принятие стороны одного или другого суверена грозило конфискацией. Поэтому нормандская знать управлялась взаимозависимыми кланами, которые позволили им получать выгоды и поддерживать отношения, гарантирующие герцогству автономию. Выделялись два сильных семейства, Танкарвили и Аркуры, которые были в конфликте в течение нескольких поколений.

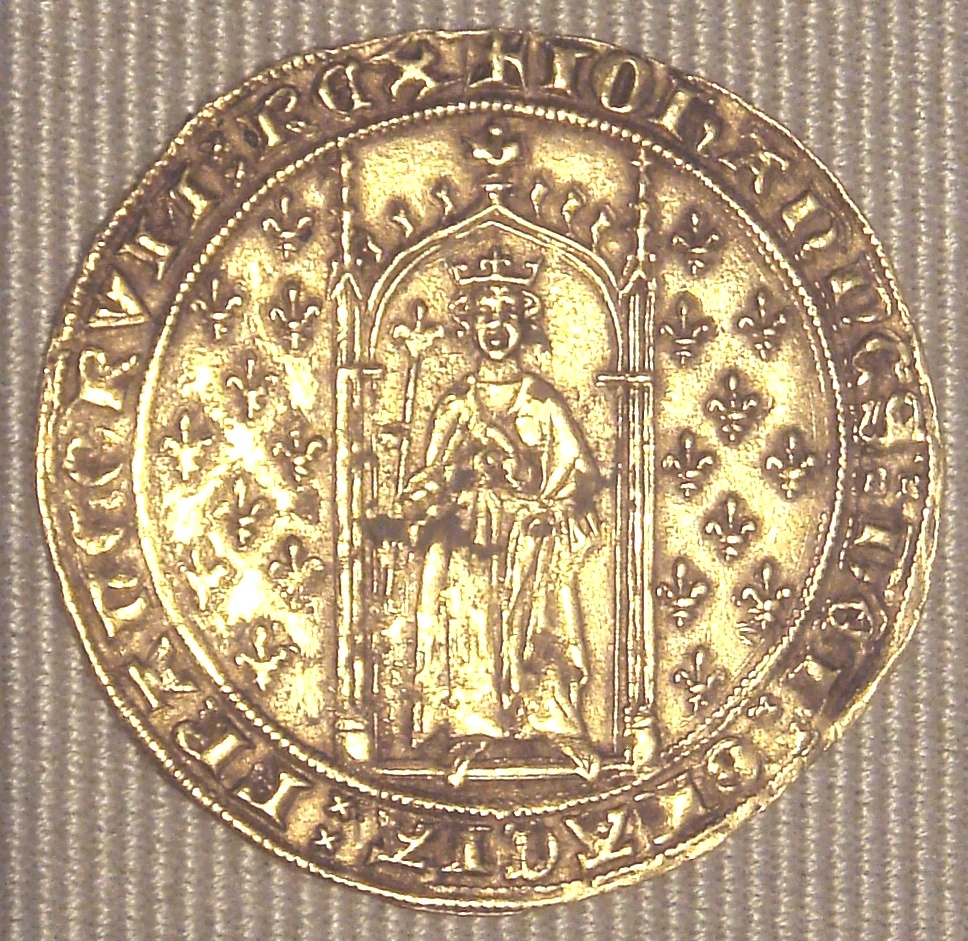
Золотой денье чеканки времён Иоанна Доброго (1351 год)

Напряжённость усилилась в 1341 году. Король приказал, чтобы бальи Байё и Котантена покончили с распрями. Жоффруа д’Аркур собирал войска против короля, сплачивая баронов лозунгами о противодействии королевскому вмешательству в их дела. Мятежники потребовали, чтобы Жоффруа был сделан герцогом, таким образом гарантируя автономию. Королевские войска взяли замок Сен-Совер-ле-Викомт, и Жоффруа был сослан в Брабант. Трое из его сторонников были обезглавлены в Париже 3 апреля 1344 года.
К 1345 году нормандские мятежники, число которых увеличивалось, начали приносить оммаж Эдуарду III, тем самым ставя под сомнение законность власти королей из династии Валуа. Поражение при Креси и сдача Кале заметно ослабили королевский престиж. Предательства знати учащались — особенно на севере и западе Франции, находившихся в пределах экономического влияния Англии. Французский король решил искать перемирия. Он вернул Аркуру всё конфискованное имущество и даже назначил его верховным капитаном Нормандии, а Иоанн приблизил к себе Жана Танкарвиля. Уже став королём, в 1352 году, Иоанн возвёл владение Танкарвиль в ранг графства.
Жанна Овернская, будучи вдовой Филиппа Бургундского, наследника герцогства Бургундского, умершего до смерти отца и не ставшего поэтому герцогом, вышла замуж вторым браком за Иоанна в январе 1350 года, который к тому времени, став вдовцом, занимался поисками новой жены. Первоначально планировался брак с Бланкой Эвре-Наваррской, но в последний момент Филипп VI, сам уже будучи вдовцом и, вероятно, прельщённый её красотой и привлекательностью, предложил ей брак с ним самим, уведя невесту у собственного сына. Раздражённый Иоанн поспешил жениться на Жанне Овернской, став таким образом отчимом Филиппа Руврского — её сына от первого брака, будущего герцога Бургундского. Взойдя в августе 1360 года на престол, Иоанн, являясь опекуном Филиппа Руврского вследствие его малолетства, ввёл прямое королевское управление в Бургундском герцогстве, реформировав его структуру по королевскому образцу, приблизив тем самым к себе бургундское дворянство и создав условия для последующего присоединения к короне Бургундии в 1361 году, после смерти Филиппа. Ведь Иоанн являлся не только сюзереном и опекуном Филиппа, но и одним из ближайших его родственников по своей матери, что в совокупности дало ему перевес над притязаниями Карла Эвре-Наваррского, хотя и не без вооружённого конфликта.

## Отношения с Карлом Злым

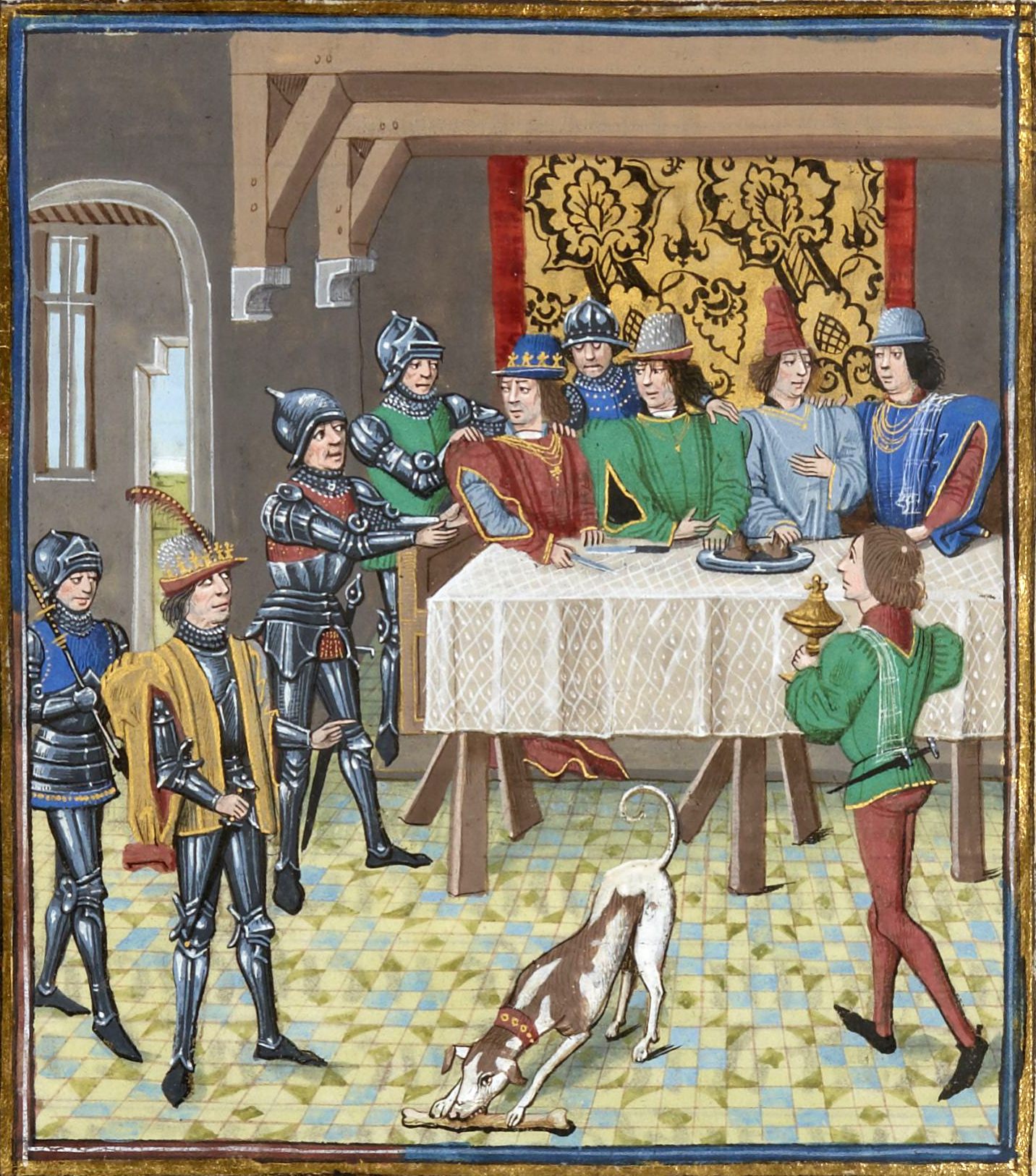
Иоанн Добрый приказывает арестовать Карла Злого. Миниатюра из «Хроник» Фруассара.

На Рождество 1353 года в Париже произошла ссора между королём Наварры Карлом II Злым, зятем и кузеном Иоанна Доброго, с коннетаблем Франции Карлом де ла Сердой, которому французский король пожаловал графство Ангулем. После этого наваррский король организовал убийство коннетабля, осуществлённое 8 января 1354 года в деревне Л’Эгль родным братом Карла Филиппом, графом де Лонгвилем. Карл не скрывал своего участия в заговоре и в течение нескольких дней вёл переговоры с англичанами по поводу их военной поддержки против короля Иоанна II Доброго, фаворитом которого являлся убитый коннетабль.
Тем не менее, для того чтобы иметь стратегического союзника в борьбе с англичанами, 22 февраля 1354 года в городе Мант Иоанн заключил договор с Карлом Наваррским. Однако мир между ними был недолог, и Карл начал сношения с эмиссаром Эдуарда III, Генри Гросмонтом, герцогом Ланкастером для высадки английских войск.
В декабре 1355 года он был вовлечён в неудачный государственный переворот, целью которого была замена Иоанна II дофином. Иоанн попытался примириться с сыном, даровав ему титул нормандского герцога. Имевший ленные владения в Нормандии Карл Злой постоянно находился при новом герцоге, что порождало опасения Иоанна Доброго о возможном новом заговоре против короны. 5 апреля 1356 года Иоанн II под предлогом охоты внезапно прибыл в Руан и, ворвавшись в замок дофина во время пира, неожиданно арестовал Карла Злого и заключил его в тюрьму. Четверо его главных сторонников (двое из которых участвовали в убийстве Карла де ла Серда) были казнены без суда. Карл был отправлен в Париж, а затем перевозился из тюрьмы в тюрьму. Для ещё большего устрашения Карл Злой был заключён в итоге в Шато-Гайар, где сорока годами ранее умерла (скорее всего, была убита) его бабка Маргарита Бургундская.

## Битва при Пуатье

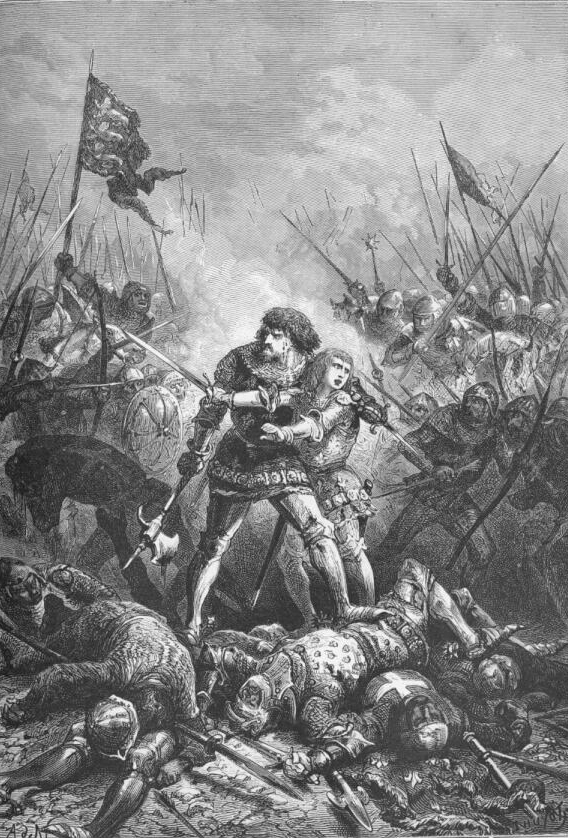
Пленение Иоанна Доброго в битве при Пуатье.

В июле 1356 года Чёрный Принц, сын Эдуарда III, вторгся вглубь Франции. Он потерпел неудачу перед Буржем, но смог взять Верзон, гарнизон которого был полностью истреблён. Захватив богатые трофеи, его войско отступило к западу, затем к Бордо, проходя через Пуатье. Иоанн Добрый преследовал его с превосходящей по численности армией, основу которой составляли тяжеловооружённые рыцари, и догнал в окрестностях Пуатье. Англичане не знали о приближении французов, поэтому во время их отступления французы оказались впереди них и отрезали им путь. Папские легаты пробовали договориться о перемирии между лидерами. Малочисленность английского войска, в котором было не более 10 тыс. человек, поколебала Эдуарда, и он предложил французам возвратить все завоевания и семь лет не воевать. Предложения были отвергнуты: французы слишком верили в победу. Обе стороны приготовились к бою. Нескоординированные атаки французов принесли им большие потери и в конечном итоге привели к поражению.
В день сражения Иоанн и девятнадцать рыцарей из его личной охраны оделись одинаково, чтобы короля было сложнее захватить в плен. Несмотря на эту предосторожность, Иоанн был пленён. Хотя он боролся доблестно, сражаясь большим боевым топором, его шлем был пробит. Окружённый, он боролся до конца и был захвачен вместе с младшим сыном Филиппом (впоследствии — герцог Бургундский Филипп II).
Фруассар так описывает его пленение: «В это время была большая давка из-за страстного желания добраться до короля, и те, кто находился ближе всего к нему и узнали его, кричали: „Сдавайтесь, сдавайтесь, или вы мертвец“. В том месте поля боя находился молодой рыцарь из Сент-Омера, который за жалованье сражался на стороне короля Англии. Его звали Дени де Морбек и он пять лет назад самовольно отправился в Англию, так как в дни своей молодости был изгнан из Франции за убийство, совершённое им во время драки в Сент-Омере. Для этого рыцаря удачно сложилось так, что он оказался около короля Франции как раз в то время, когда того сильно пинали туда и сюда, а так как он был очень сильным и крепким, то благодаря своей силе пробился сквозь толпу и сказал королю на хорошем французском: „Сир, сир, сдавайтесь“. Король, который видел, что оказался в очень неприятном положении, обернулся к нему и спросил: „Кому я должен сдаться, кому? Где мой кузен, принц Уэльский? Если я увижу его, то буду говорить с ним“. „Сир, — ответил мессир Дени, — он не здесь, но сдавайтесь мне, а я отведу вас к нему“. „Кто вы?“ — спросил король. „Сир, я — Дени де Морбек, рыцарь из Артуа, но я служу королю Англии, так как я не служу Франции, лишившей меня всего, что я здесь имел“. Тогда король отдал ему свою правую перчатку и сказал: „Я сдаюсь вам“. Вокруг была большая толпа и давка, так как все хотели крикнуть „я поймал его“. Ни король, ни его младший сын Филипп не смогли пробиться вперёд и освободиться от толпы».
Той ночью Иоанн обедал в красной шёлковой палатке своего врага — Чёрного принца. Тот лично проявил к нему внимание. Король был отправлен в Бордо, а оттуда в Англию. Хотя Пуатье находился в центре Франции, неизвестно, пробовал ли кто-нибудь спасти своего короля.
Ведя переговоры о мире, Иоанн сначала находился в Савойском дворце, затем в разных местах: в Виндзоре, в замках Хартфорд, Беркхамстед и Сомертон (последний находился в Линкольншире). В итоге французский король был отправлен в лондонский Тауэр.

## Узник англичан
Иоанну предоставили королевские привилегии, разрешая ему путешествовать и вести привычный образ жизни. В то время, когда общественный порядок во Франции разрушался, бухгалтерские книги короля показывают, что он покупал лошадей, домашних животных, одежду и имел личного астролога.
Только 8 мая 1360 года был заключён мирный договор в Бретиньи, по которому Эдуард III отказался от французской короны, при условии освобождения от французского суверенитета Гиени, Сентонжа, Пуату, Кале и т. д., и большого денежного выкупа за короля — 3 000 000 экю. Оставив в английском Кале в качестве залога своего сына Людовика Анжуйского, Иоанн вернулся на родину — восстанавливать королевство и собирать сумму выкупа.
Для сбора огромной суммы выкупа за себя он существенно сократил чиновничий аппарат, ввёл косвенные налоги с продаж, брал займы у городов, приостановил выплату долгов в надежде на помощь со стороны сеньоров, а также выдал свою 12-летнюю дочь Изабеллу замуж за миланского сеньора Джана Галеоцо Висконти (герцог Милана с 1395 года) в обмен на денежную помощь от него. Он также установил твёрдый курс денег и выпустил в 1360 году первую французскую золотую монету, названную в знак своего освобождения «франк» (буквально «свободный»), с большим содержанием золота (3,88 грамма). 
Но его планам не удалось реализоваться. В июле 1363 года королю Иоанну сообщили о том, что Людовик бежал из плена. Обеспокоенный этим обстоятельством, Иоанн сделал то, что потрясло и встревожило его подданных: он объявил, что добровольно возвращается в Англию в качестве пленного вместо сына. Советники пробовали отговорить его, но король упорствовал, называя причиной «честные намерения и честь». Он приплыл в Англию зимой и оставил Францию снова без короля.
Иоанна Доброго приветствовали в Лондоне в 1364 году парадами и банкетами. Спустя несколько месяцев после прибытия он заболел «неизвестной болезнью» и умер в Савойском дворце в апреле 1364 года.
Его тело было перевезено во Францию, где он был похоронен в королевской усыпальнице аббатства Сен-Дени.

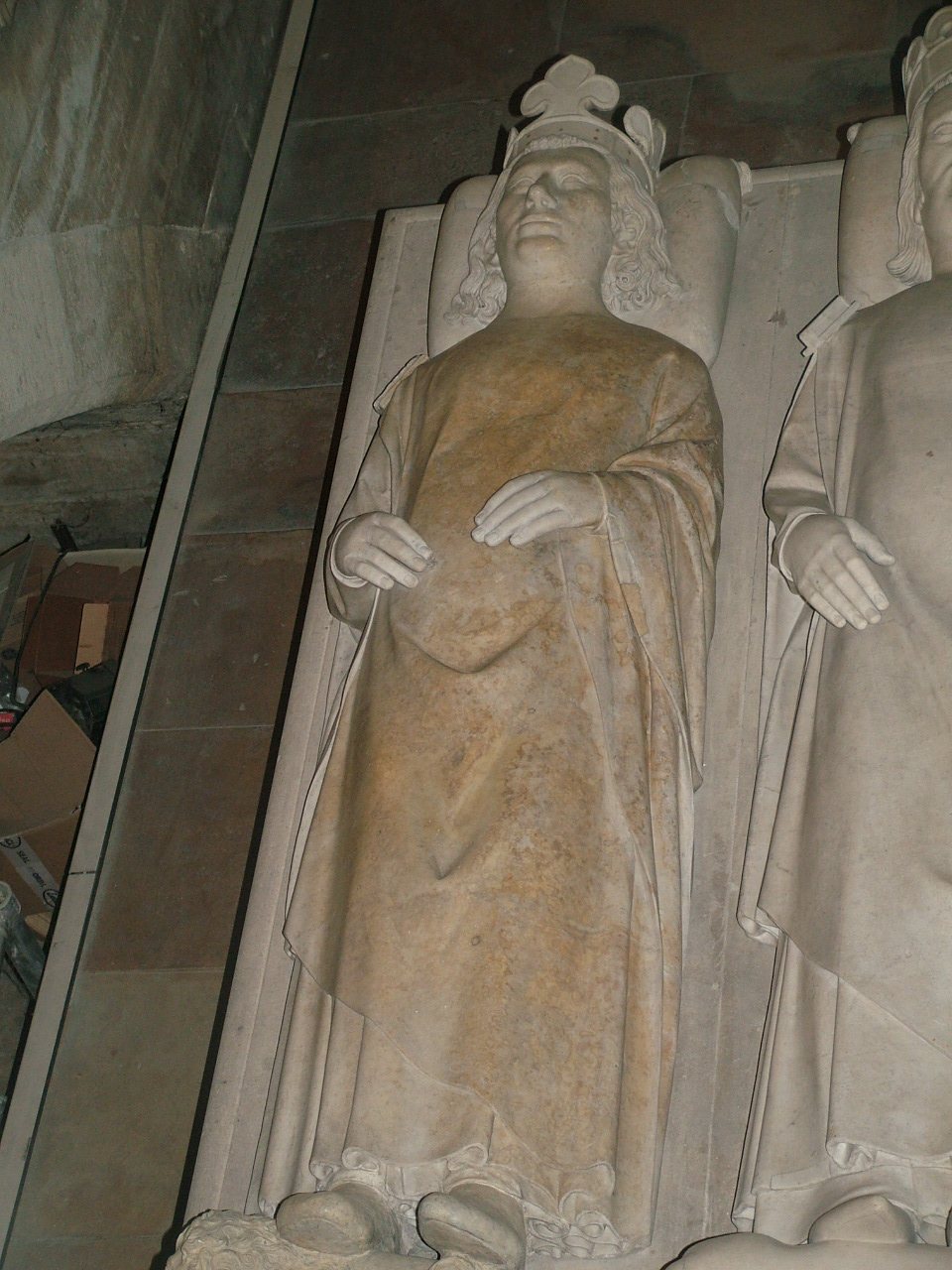
Надгробие Иоанна II

## Персона
Иоанн Добрый страдал из-за своего хрупкого здоровья, неактивно занимался физической деятельностью и только иногда охотился. Современники сообщают, что он легко раздражался и прибегал к насилию, что приводило к частым политическим и дипломатическим конфликтам. Он наслаждался литературой, поддерживал живописцев и музыкантов.
Его изображение в качестве «короля-воина», вероятно, появилось из-за его храбрости в сражении при Пуатье и создания рыцарского ордена Звезды. Это объяснялось политической потребностью, так как Иоанн был настроен доказать законность своего владения короной Франции ввиду притязаний на этот титул со стороны Карла Злого и Эдуарда III. С молодости Иоанн был вынужден противостоять силам децентрализации, которые оказывали воздействие на города и знать. Он рос среди интриг и измен и впоследствии управлял страной только при помощи близкого круга советников, которым доверял.

## Семья и дети
- 1-я жена: (с 1332) Бонна Люксембургская (21 мая 1315 — 11 сентября 1349), дочь Иоганна (Яна) Слепого, короля Чехии и графа Люксембургского, сестра императора Карла IV. Имели 11 детей:
  1. Бланка (1336—1336).
  2. Карл V Мудрый (21 января 1338 — 16 сентября 1380), король Франции с 1364 г.
  3. Екатерина (1338—1338).
  4. Людовик I Анжуйский (23 июля 1339 — 20 сентября 1384), герцог Анжуйский и Туреньский.
  5. Жан (30 ноября 1340 — 15 марта 1416), герцог Беррийский и Оверньский.
  6. Филипп II Смелый (7 января 1342 — 27 апреля 1404), герцог Бургундский с 1363 г., основатель Бургундской ветви Валуа.
  7. Жанна (24 июня 1343 — 3 ноября 1373), жена Карла II Злого (10 октября 1332 — 1 января 1387), короля Наварры.
  8. Мария (18 сентября 1344 — 15 октября 1404), жена Роберта I, герцога де Бар.
  9. Агнесса (1345—1349)
  10. Маргарита (1347—1352)
  11. Изабелла (1 октября 1348 — 11 сентября 1372), жена Джана Галеаццо I Висконти (1351—1402), герцога Милана.

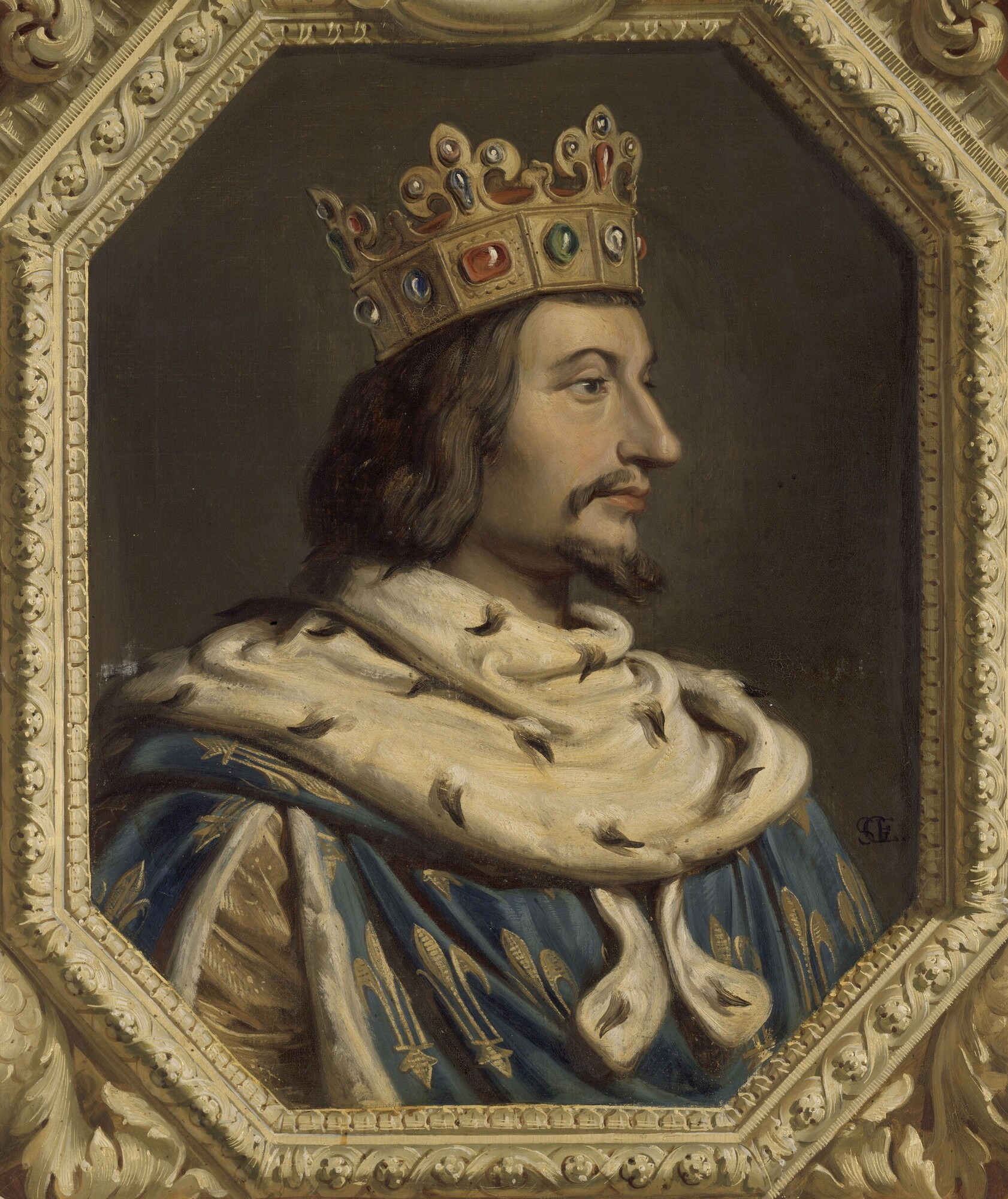
Карл V
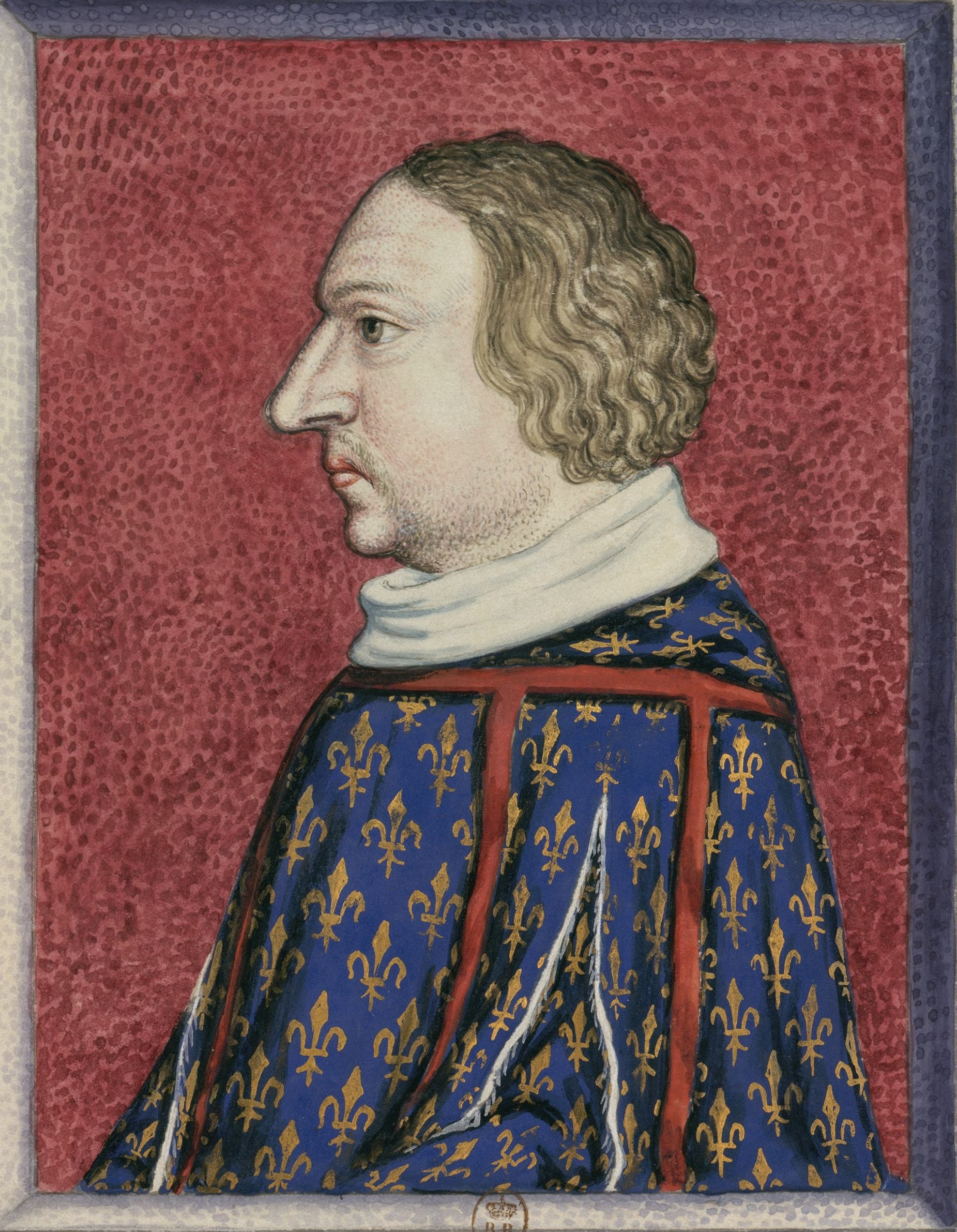
Людовик
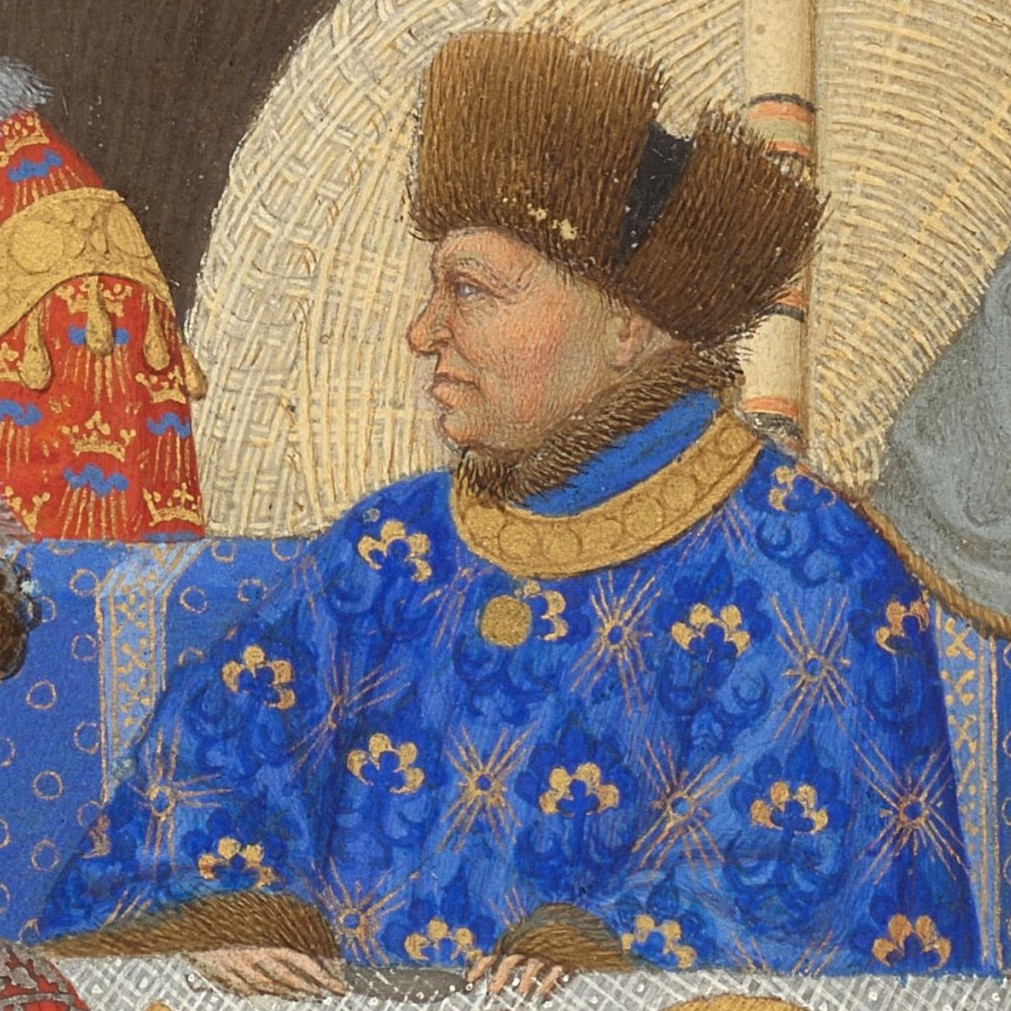
Жан, герцог Беррийский
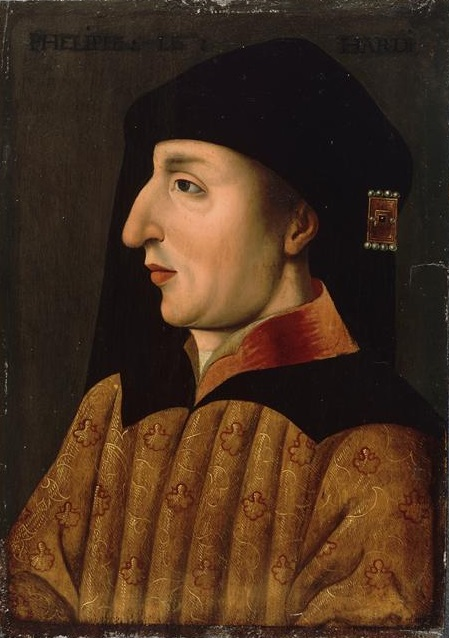
Филипп II, герцог Бургундский
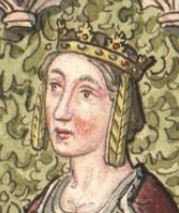
Жанна
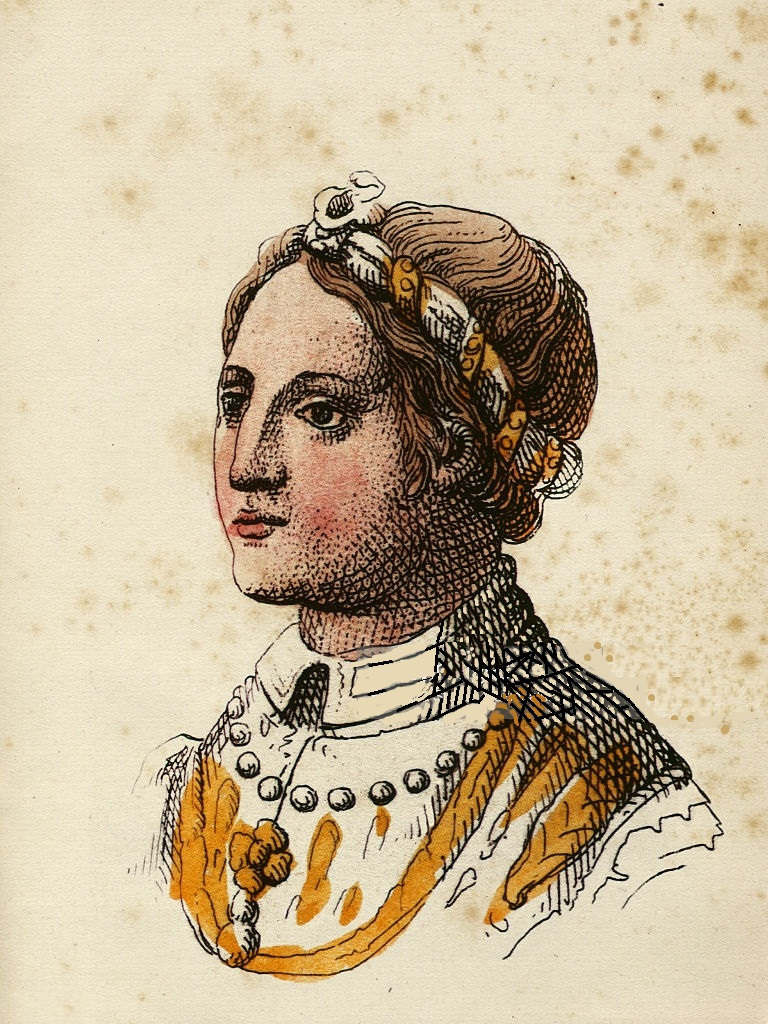
Изабелла

- 2-я жена: (с 1349) Жанна Овернская (1326 — 29 сентября 1360). Имели 3 детей:
  1. Бланка (1350—1350).
  2. Екатерина (1352—1352).
  3. Сын (1354—1354).

## В литературе
Французский король Жан Добрый — один из главных персонажей романа Мориса Дрюона «Когда король губит Францию» (1977) из цикла «Проклятые короли».